# 沖縄県立八重山高等女学校
沖縄県立八重山高等女学校（おきなわけんりつやえやまこうとうじょがっこう）は沖縄県石垣市に1942年に各町村組合立として開校立され、1943年に女子中等教育機関として文部省認可となったが、1945年、校舎が解体され有名無実化する。1947年、戦後の学制改革で八重山高等学校に吸収統合された。

## 沿革
- 1942年3月10日 - 八重山郡各町村組合立の高等女学校として創立され、6月1日に県立に移管された[1]。
- 1943年 - 文部省認可の高等女学校となる。
- 1945年3月 - 新校舎が完成。
- 1945年4月 - 八重山高女の4年生約60名が陸軍病院、海軍病院、野戦病院の三カ所に動員される。
- 1945年5月 - 校舎が軍の司令部や各陣地の建築資材として解体される。
- 1947年4月 - 学制改革により八重山高等学校が創立され、八重山高等女学校から編入統合された[2]。

## 八重山高女学徒隊
1942年、それまで中等学校がなかった八重山で八重山郡各町の合同で念願の女学校を創設し、一期生を迎えた。しかしまだ校舎もなく、登野城小学校の作法室を教室にして学校生活が始まった。二期生を迎えると、教室不足から新川会館という場所を借りて教室にした。現在の八重山高校の敷地内に念願の校舎建設が始まった。
1943年半ばには、すでに授業らしい授業は行われなくなり、それ以降は飛行場建設や陣地構築に学校ごと駆り出される日々が続いた。
1945年になると、日増しに激化する空襲に備え、八重山旅団司令部は、八重山高等女学校の生徒たちを看護要因として動員する措置をとる。1945年2月5日から3月30日まで船浮陸軍病院 (1944年に西表島の船浮要塞から主力が石垣島に移動) の軍医らによって看護訓練を受けた後、4月から4年生約60名が各30名の2班に分かれて、陸軍病院と第28師団第3野戦病院に動員された。また3年生も5月から看護訓練を受け、5月末には病院に配置された。当時14歳の八重山高女生は「学校の教師はついていたが、もう完全に軍の指揮下にあるも同然だった」という。

1945年3月、仮校舎の横に、女学生も協力して焼いた赤瓦の立派な校舎が建設された。しかし、せっかく建設された校舎に女学生たちは入ることも許されず、2カ月後の5月には日本軍によって全校舎が解体され、於茂登岳の旅団本部や各陣地などの建築資材として運び去られてしまう。
連合艦隊は徹底的な八重山群島の軍施設の封じ込めを行ったため、石垣島に建設された3カ所の飛行場を中心に、連日のように激しい空爆があった。十代半ばの女子学徒たちは大勢のマラリア患者の看護、麻酔のない手術の補助要員から、遺体の処理に至るまで多くの仕事を命じられた。
三カ所の軍の病院に配属された学徒たちは、集落が空爆を受けるようになると防空壕もないまま、石垣小学校裏の墓所を避難所や住居とした。また軍が空襲を避けて於茂登岳に移転するのに付随し、彼女たちは地面を掘った山小屋に寝泊まりした。
海上封鎖された島で、日本軍は住民の住居や学校を建築資材として移転を続けた。また食糧と畑も住民から徴用し、住民のみならず女学校の生徒と農学校の生徒を一週間交替で畑仕事をさせた。実際、疎開していない住民に対して軍は日常的に物資や労働の徴用をかさね、国民学校の児童まで砂利の運搬や道路修繕などの重労働に使役していた。

## 戦後
終戦後もしばらく、八重山の日本軍は八重山高女学徒隊を於茂登岳にとどめて看護や炭焼きや畑仕事にあたらせた。於茂登岳の女子学徒隊が解放されたのは終戦後も一か月過ぎた九月の下旬頃だった。
1947年4月1日、学制改革により八重山高等学校が創立される。瑞泉社社屋を仮校舎にして、旧制八重山中学校と八重山高等女学校の3・4年生と卒業生を1・2年へ編入した。1年90名、2年49名、職員8名。